# Histioea excentrica
Histioea excentrica là một loài bướm đêm thuộc phân họ Arctiinae, họ Erebidae.